# Tiro Federal Morteros
Tiro Federal y Deportivo Morteros – argentyński klub piłkarski z siedzibą w mieście Morteros, stolicy prowincji Córdoba. Często używany jest skrót pełnej nazwy klubu - TFDM.

## Historia
Klub założony został 1 stycznia 1940 roku i gra obecnie w czwartej lidze argentyńskiej Torneo Argentino B.